# Liga ACB 1988-1989
La Liga ACB 1988-1989 è stata la 33ª edizione del massimo campionato spagnolo di pallacanestro maschile. La vittoria finale è stata ad appannaggio del Barcellona.

## Risultati

### Stagione regolare

#### Prima fase

##### Grupo A-1
|     | Squadra             | G  | V  | P  | PF    | PS    | Qualificazione |
| --- | ------------------- | -- | -- | -- | ----- | ----- | -------------- |
| 1.  | Barcellona          | 22 | 19 | 3  | 2076  | 1811  | Grupo I        |
| 2.  | Real Madrid         | 22 | 18 | 4  | 2.197 | 1.930 | Grupo I        |
| 3.  | Ram Joventut        | 22 | 15 | 7  | 2.024 | 1.892 | Grupo I        |
| 4.  | CAI Saragozza       | 22 | 14 | 8  | 1.985 | 1.850 | Grupo I        |
| 5.  | Cacaolat Granollers | 22 | 13 | 9  | 1.915 | 1.914 | Grupo I        |
| 6.  | Magia Huesca        | 22 | 11 | 11 | 1.784 | 1.873 | Grupo I        |
| 7.  | Taugrés Baskonia    | 22 | 10 | 12 | 2.030 | 2.045 | Grupo II       |
| 8.  | Estudiantes Bosé    | 22 | 8  | 14 | 1.733 | 1.880 | Grupo III      |
| 9.  | Fórum Valladolid    | 22 | 7  | 15 | 1.884 | 1.990 | Grupo II       |
| 10. | Puleva Granada      | 22 | 7  | 15 | 1.921 | 2.069 | Grupo III      |
| 11. | Cajabilbao          | 22 | 6  | 16 | 1.796 | 1.923 | Grupo II       |
| 12. | Cajacanarias        | 22 | 4  | 18 | 1.923 | 2.091 | Grupo III      |

##### Grupo A-2
|     | Squadra           | G  | V  | P  | PF    | PS    | Qualificazione |
| --- | ----------------- | -- | -- | -- | ----- | ----- | -------------- |
| 1.  | Clesa Ferrol      | 22 | 18 | 4  | 1.909 | 1.777 | Grupo I        |
| 2.  | Caja de Ronda     | 22 | 16 | 6  | 1.885 | 1.785 | Grupo I        |
| 3.  | Bancobao Villalba | 22 | 16 | 6  | 1.975 | 1.825 | Grupo III      |
| 4.  | Mayoral Maristas  | 22 | 14 | 8  | 2.018 | 1.891 | Grupo II       |
| 5.  | Grupo IFA Español | 22 | 11 | 11 | 2.010 | 1.914 | Grupo III      |
| 6.  | TDK Manresa       | 22 | 11 | 11 | 1.764 | 1.719 | Grupo II       |
| 7.  | Valvi Girona      | 22 | 10 | 12 | 1.855 | 1.904 | Grupo III      |
| 8.  | Gran Canaria      | 22 | 10 | 12 | 1.179 | 1.356 | Grupo II       |
| 9.  | DYC Breogán       | 22 | 9  | 13 | 1.825 | 1.940 | Grupo III      |
| 10. | Tenerife Nº1      | 22 | 6  | 16 | 1.707 | 1.875 | Grupo II       |
| 11. | Caja Guipuzkoa    | 22 | 6  | 16 | 1.807 | 1.974 | Grupo III      |
| 12. | Pamesa Valencia   | 22 | 5  | 17 | 1.785 | 1.917 | Grupo II       |

#### Seconda fase

##### Grupo I
|    | Squadra             | G  | V  | P  | PF    | PS    | Qualificazione          |
| -- | ------------------- | -- | -- | -- | ----- | ----- | ----------------------- |
| 1. | Barcellona          | 14 | 11 | 3  | 1.287 | 1.196 | playoff                 |
| 2. | Real Madrid         | 14 | 11 | 3  | 1.336 | 1.245 | playoff                 |
| 3. | Ram Joventut        | 14 | 8  | 6  | 1.279 | 1.227 | playoff                 |
| 4. | Caja de Ronda       | 14 | 7  | 7  | 1.159 | 1.148 | playoff                 |
| 5. | CAI Saragozza       | 14 | 7  | 7  | 1.221 | 1.252 | playoff                 |
| 6. | Cacaolat Granollers | 14 | 5  | 9  | 1.182 | 1.295 | playoff                 |
| 7. | Clesa Ferrol        | 14 | 5  | 9  | 1.208 | 1.211 | spareggi posizionamento |
| 8. | Magia Huesca        | 14 | 2  | 12 | 1.231 | 1.259 | spareggi posizionamento |

##### Grupo II
|    | Squadra          | G  | V  | P  | PF    | PS    | Qualificazione          |
| -- | ---------------- | -- | -- | -- | ----- | ----- | ----------------------- |
| 1. | Taugrés Baskonia | 14 | 11 | 3  | 1.299 | 1.208 | playoff                 |
| 2. | Cajabilbao       | 14 | 8  | 6  | 1.219 | 1.198 | spareggi posizionamento |
| 3. | Mayoral Maristas | 14 | 8  | 6  | 1.131 | 1.140 | spareggi posizionamento |
| 4. | Pamesa Valencia  | 14 | 7  | 7  | 1.127 | 1.125 | spareggi posizionamento |
| 5. | Fórum Valladolid | 14 | 7  | 7  | 1.180 | 1.197 | playout                 |
| 6. | Gran Canaria     | 14 | 7  | 7  | 1.111 | 1.082 | playout                 |
| 7. | Tenerife Nº1     | 14 | 4  | 10 | 1.130 | 1.212 | playout                 |
| 8. | TDK Manresa      | 14 | 4  | 10 | 989   | 1.024 | playout                 |

##### Grupo III
|    | Squadra           | G  | V  | P  | PF    | PS    | Qualificazione          |
| -- | ----------------- | -- | -- | -- | ----- | ----- | ----------------------- |
| 1. | Grupo IFA Español | 14 | 11 | 3  | 1.225 | 1.135 | playoff                 |
| 2. | Estudiantes Bosé  | 14 | 9  | 5  | 1.171 | 1.068 | spareggi posizionamento |
| 3. | Puleva Granada    | 14 | 8  | 6  | 1.218 | 1.188 | spareggi posizionamento |
| 4. | Bancobao Villalba | 14 | 8  | 6  | 1.133 | 1.135 | spareggi posizionamento |
| 5. | DYC Breogán       | 14 | 7  | 7  | .1142 | 1.102 | playout                 |
| 6. | CajaCanarias      | 14 | 5  | 9  | 1.193 | 1.229 | playout                 |
| 7. | Valvi Girona      | 14 | 5  | 9  | 1.123 | 1.209 | playout                 |
| 8. | Caja Guipuzkoa    | 14 | 3  | 11 | 1.113 | 1.245 | playout                 |

### Play-out
|  | Semifinali        | Semifinali        | Semifinali  |             |          | Finale   | Finale | Finale |  |
|  |                   |                   |             |             |          |          |        |        |  |
|  | Valladolid        | Valladolid        | 3           |             |          |          |        |        |  |
|  | Valladolid        | Valladolid        | 3           |             |          |          |        |        |  |
|  | Askatuak          | Askatuak          | 1           |             |          |          |        |        |  |
|  | Askatuak          | Askatuak          | 1           |             | Askatuak | Askatuak | 0      |        |  |
|  |                   |                   |             |             | Askatuak | Askatuak | 0      |        |  |
|  |                   |                   | Tenerife AB | Tenerife AB | 3        |          |        |        |  |
|  | Canarias Tenerife | Canarias Tenerife | Tenerife AB | Tenerife AB | 3        | 3        |        |        |  |
|  | Canarias Tenerife | Canarias Tenerife |             |             |          |          |        |        |  |
|  | Tenerife AB       | Tenerife AB       | 2           |             |          |          |        |        |  |

|  | Semifinali   | Semifinali   | Semifinali |        |         | Finale  | Finale | Finale |  |
|  |              |              |            |        |         |         |        |        |  |
|  | Breogán      | Breogán      | 1          |        |         |         |        |        |  |
|  | Breogán      | Breogán      | 1          |        |         |         |        |        |  |
|  | Manresa      | Manresa      | 3          |        |         |         |        |        |  |
|  | Manresa      | Manresa      | 3          |        | Breogán | Breogán | 3      |        |  |
|  |              |              |            |        | Breogán | Breogán | 3      |        |  |
|  |              |              | Girona     | Girona | 2       |         |        |        |  |
|  | Gran Canaria | Gran Canaria | Girona     | Girona | 2       | 3       |        |        |  |
|  | Gran Canaria | Gran Canaria |            |        |         |         |        |        |  |
|  | Girona       | Girona       | 0          |        |         |         |        |        |  |

Verdetti: Caja Gipuzkoa e Valvi Girona retrocesse in Primera División B

### Spareggi posizionamento
| Clesa Ferrol | 3 – 0 | Pamesa Valencia |

| Magia de Huesca | 2 – 3 | BBV Villalba |

| Estudiantes Bose | 3 – 0 | Mayoral Maristas |

| Cajabilbao | 3 – 2 | Puleva Baloncesto Granada |

Verdetti: Clesa Ferrol, BBV Villalba, Estudiantes Bose e Cajabilbao ammesse al Gruppo A-1 per la stagione successiva

## Playoff
|  | Quarti di finale | Quarti di finale | Quarti di finale  |             |                   | Semifinali  | Semifinali | Semifinali |  |  | Finali | Finali     | Finali |
|  |                  |                  |                   |             |                   |             |            |            |  |  |        |            |        |
|  | 1.               | Barcellona       | 2                 |             |                   |             |            |            |  |  |        |            |        |
|  | 8.               | Espanyol         | 1                 |             |                   |             |            |            |  |  |        |            |        |
|  | 8.               | Espanyol         | 1                 |             | 1.                | Barcellona  | 3          |            |  |  |        |            |        |
|  |                  |                  |                   |             | 1.                | Barcellona  | 3          |            |  |  |        |            |        |
|  |                  | 5.               | C.B. Saragozza    | 0           |                   |             |            |            |  |  |        |            |        |
|  | 4.               | 5.               | C.B. Saragozza    | 0           | Caja de Ronda     | 0           |            |            |  |  |        |            |        |
|  | 4.               |                  |                   |             | Caja de Ronda     | 0           |            |            |  |  |        |            |        |
|  | 5.               | C.B. Saragozza   | 2                 |             |                   |             |            |            |  |  |        |            |        |
|  |                  |                  |                   |             |                   |             |            |            |  |  | 1.     | Barcellona | 3      |
|  |                  |                  | 2.                | Real Madrid | 2                 |             |            |            |  |  |        |            |        |
|  | 2.               | Real Madrid      | 2                 |             |                   |             |            |            |  |  |        |            |        |
|  | 7.               | Saski Baskonia   | 0                 |             |                   |             |            |            |  |  |        |            |        |
|  | 7.               | Saski Baskonia   | 0                 |             | 2.                | Real Madrid | 3          |            |  |  |        |            |        |
|  |                  |                  |                   |             | 2.                | Real Madrid | 3          |            |  |  |        |            |        |
|  |                  | 3.               | Joventut Badalona | 1           |                   |             |            |            |  |  |        |            |        |
|  | 3.               | 3.               | Joventut Badalona | 1           | Joventut Badalona | 2           |            |            |  |  |        |            |        |
|  | 3.               |                  |                   |             | Joventut Badalona | 2           |            |            |  |  |        |            |        |
|  | 6.               | Granollers       | 0                 |             |                   |             |            |            |  |  |        |            |        |

| Liga ACB 1988-1989   |
| -------------------- |
| Barcellona 6º titolo |

## Formazione vincitrice
| N° | Naz.                   | Ruolo | Sportivo                  |  | Alt. |  |
| -- | ---------------------- | ----- | ------------------------- |  | ---- |  |
| 4  | Spagna (bandiera)      | AG    | Andrés Jiménez            |  | 205  |  |
| 5  | Spagna (bandiera)      | P     | Joaquim Costa             |  | 184  |  |
| 6  | Spagna (bandiera)      | A     | Chicho Sibilio            |  | 200  |  |
| 7  | Spagna (bandiera)      | P     | Ignacio Solozábal         |  | 185  |  |
| 8  | Spagna (bandiera)      | C     | Steve Trumbo              |  | 206  |  |
| 10 | Spagna (bandiera)      | AG    | Santi Abad                |  | 202  |  |
| 11 | Spagna (bandiera)      | P     | Jordi Soler               |  | 186  |  |
| 12 | Spagna (bandiera)      | A     | Xavi Crespo               |  | 201  |  |
| 13 | Stati Uniti (bandiera) | C     | Granville Waiters         |  | 211  |  |
| 14 | Stati Uniti (bandiera) | AC    | Audie Norris              |  | 206  |  |
| 15 | Spagna (bandiera)      | GA    | Juan Antonio San Epifanio |  | 198  |  |
|    | Spagna (bandiera)      | All.  | Aíto García Reneses       |  |      |  |